# Echinothrix diadema
Echinothrix diadema är en sjöborreart som först beskrevs av Carl von Linné 1758.  Echinothrix diadema ingår i släktet Echinothrix och familjen Diadematidae. Inga underarter finns listade i Catalogue of Life.

## Bildgalleri

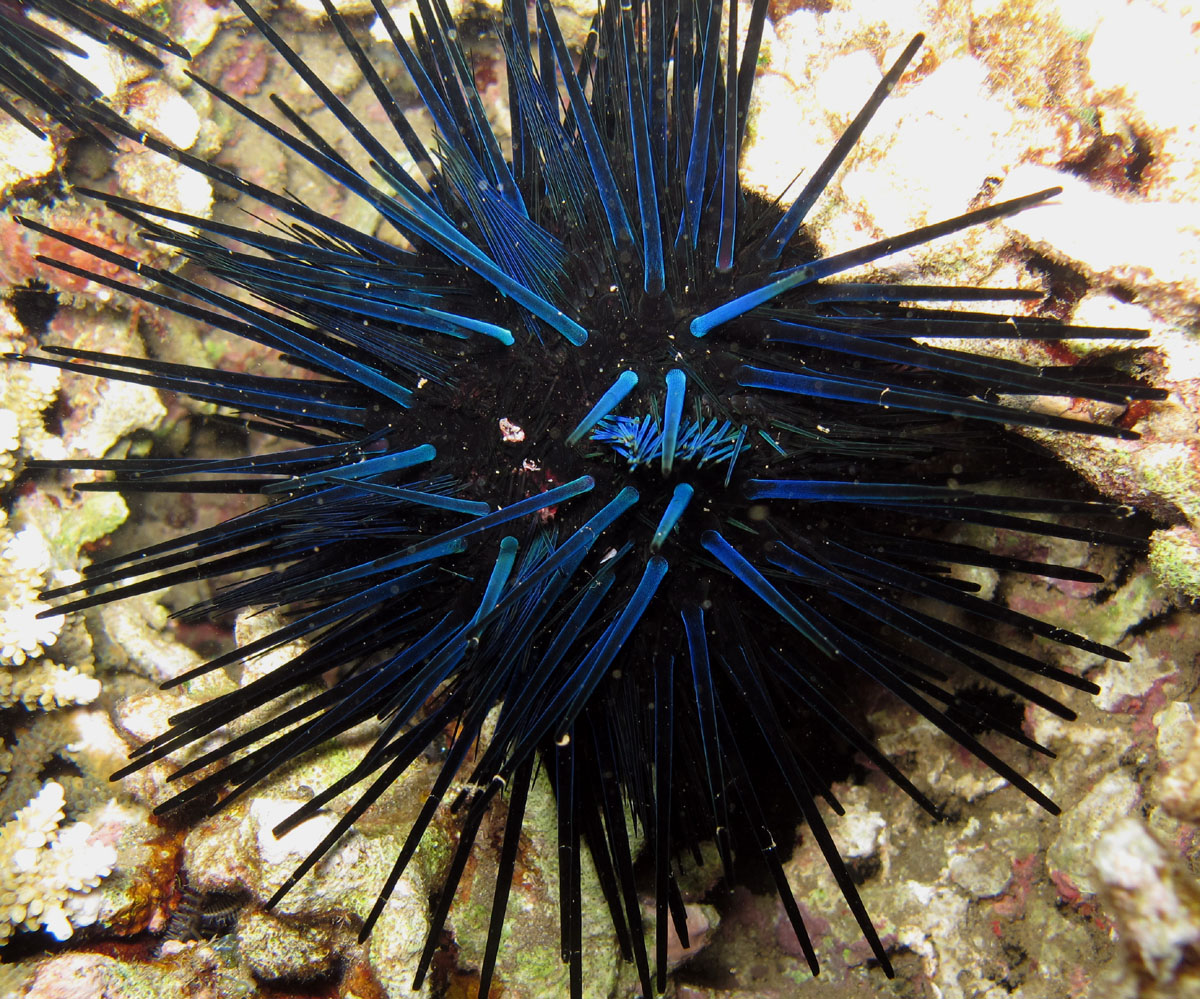